# Palar
La Palar (பாலாறு en tamoul et ಪಾಲಾರ್ ನದಿ kannada, Palar) est un fleuve du sud de l'Inde, long de 348 km.

## Géographie
La Palar prend sa source dans les Monts Nandi (en), à plus de 1450 m dans le district de Kolar (État du Karnataka), traverse l'État de l'Andhra Pradesh, le Tamil Nadu puis se jette dans le golfe du Bengale, au sud de Chennai.
Une partie de son cours est souterraine avant que le fleuve émerge près de Bethamangala (en). 
En 2016, le fleuve est au cœur d'un litige politique entre les états du Tamil Nadu et de l'Andhra Pradesh, l'état en amont ayant construit un barrage dont les eaux ne sont pas libérés, ce qui rend difficile l'agriculture dans les régions en aval. Cet incident est responsable du suicide de nombreux agriculteurs dans la région.

## Notes et références

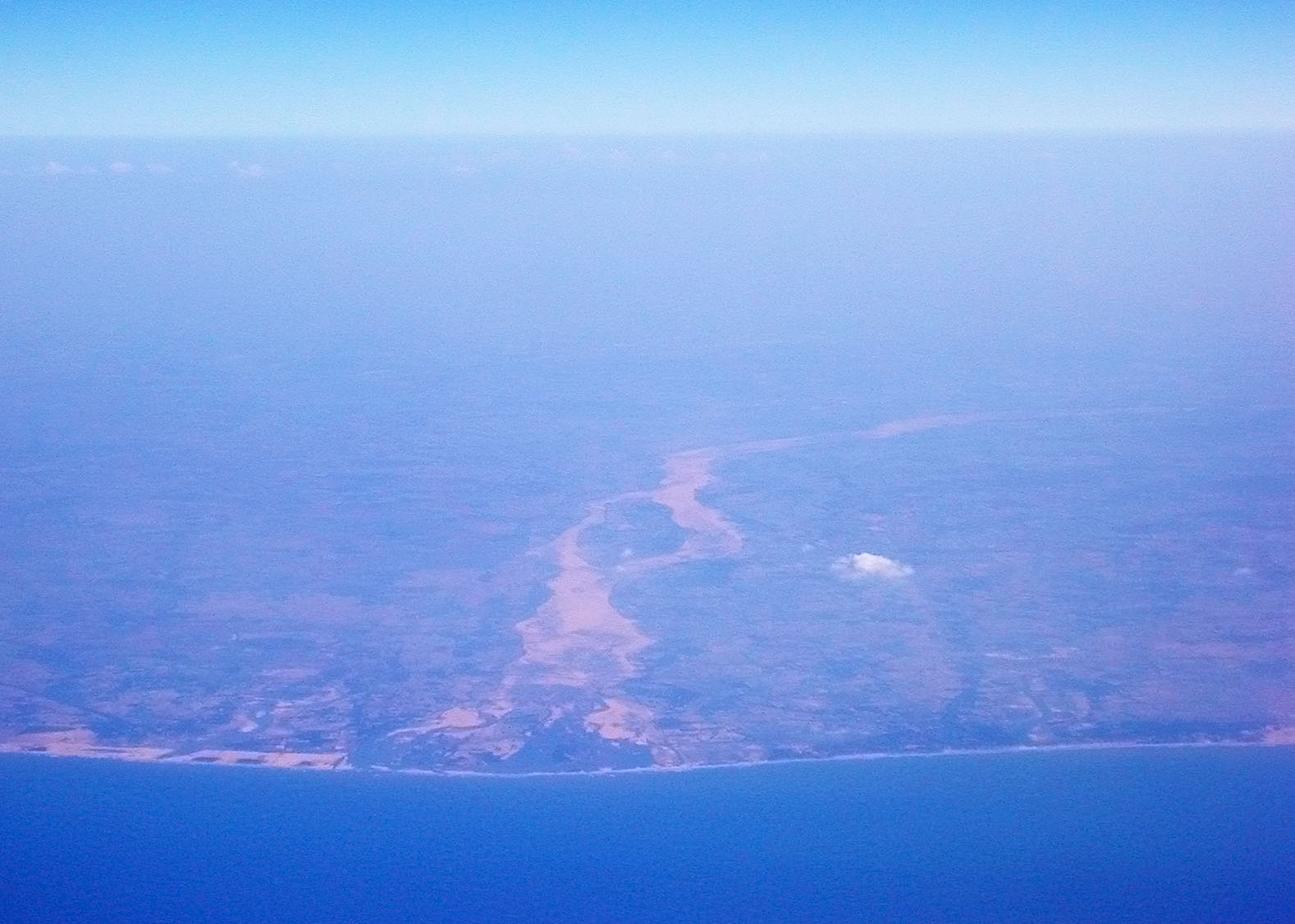
Son embouchure.